# Arbeidsorde
Arbeidsorde was een Vlaamse vakvereniging die gelieerd was aan het Vlaams Nationaal Verbond (VNV) van Staf de Clercq. Ze werd opgericht in 1936, als Vlaams-nationalistische tegenhanger van de sociale pijlers van de toenmalige katholieke, socialistische en liberale vakbond. Arbeidsorde werd opgeheven in 1940, samen met de andere vakbonden, door de Duitse bezetter en omgevormd tot de Unie van Hand- en Geestesarbeiders. Voorzitters waren Victor Leemans (1936 - 1940) en Karel Lambrechts (1940).

## Geschiedenis

### Oprichting
De Vlaamse Beweging had doorheen haar geschiedenis reeds verschillende pogingen ondernomen om tot een eigen sociale pijler te komen. Zo ontstond in 1929 het Vlaamsch Nationaal Vakverbond. Deze vakbond geraakte echter al snel intern verdeeld en in 1931 groeide uit deze verdeeldheid het Verbond van Nationale Arbeiderssyndicaten (VNA), in 1933 het Vlaamsch Nationaal Syndicaat (VNS) en in 1936 ten slotte Arbeidsorde.
Arbeidsorde was een beweging waarin de sociale organisaties van het VNV en Rex-Vlaanderen zich verenigden omtrent de plaats van de arbeider (en de arbeid in het algemeen) in de samenleving in een rechts-radicaal denkkader. De samenwerking met Rex was echter van korte duur, aangezien deze constructie een verdere toenadering tussen het VNV en de Katholieke Vlaamse Volkspartij (KVV) onmogelijk maakte. De initiële bedoeling van voorzitter Victor Leemans was "de totale bedrijvigheid van het volk vorm te geven in een letterlijke Orde van den Arbeid, gesteund op waarachtige kameraadschap" en bijgevolg dus een apolitieke concentratie van sociale organisaties van KVV en VNV.

### Op weg naar een eenheidsvakbond
De vakbeweging verwerd echter al snel een instrument in de strijd om politieke erkenning van het Vlaams Nationaal Verbond (VNV). Net zoals deze politieke partij de alleenheerschappij op politiek niveau ambieerde, wilde Arbeidsorde het monopolie verwerven inzake de organisatie van werknemers. De aanstelling van hun voorzitter Victor Leemans, in augustus 1940, als secretaris-generaal van Economische Zaken creëerde dan ook hooggespannen verwachtingen. Binnen Arbeidsorde zelf verdween met de aanstelling van VNS-leider Karel Lambrechts het louter theoretische onderscheid tussen beide vakbewegingen.
Op 15 augustus 1940 vraagt deze in een nota aan de bezetter het alleenrecht op het syndicalisme. Ondanks de opname van enkele kleinere Vlaams-nationale vakbonden in de structuur van de Arbeidsorde en de op niets uitgelopen onderhandelingen met enkele bonden van de christelijke en de socialistische vakbond, beweerde hij in deze nota dat Arbeidsorde ± 250.000 leden telde. Een cijfer dat op bluf steunde en de werkelijkheid tarde, daar er begin 1941 hooguit 6000 betalende leden waren.
Ook de Duitse bezetter zag in dat Arbeidsorde niet "aktionsfähig" was om een eenvormige vakbondsstructuur tot stand te brengen en verplichtte haar aan te sluiten bij de Unie van Hand- en Geestesarbeiders (UHGA). Hier verwierf Arbeidsorde een onevenredig grote macht in verhouding met het aantal leden. Bij de effectieve centralisatie van de vakbondscentrales in het najaar van 1941, vatten de voormalige leden van Arbeidsorde post op verschillende sleutelposities. Die greep verstevigde nog na de aanstelling van VNV-er Victor Grauls als opvolger van Edgard Delvo aan het hoofd van de UHGA in maart 1942.

### Ideologische verderzetting
In het naoorlogse België werd een nieuwe poging gedaan om tot een Vlaams-nationale vakvereniging te komen met de oprichting van het Vlaams Arbeidsfront (VAF) op 21 april 1954 onder impuls van het Christelijke Vlaamse Volksunie-boegbeeld Herman Wagemans.